# Biscutella raphanifolia
Biscutella raphanifolia är en korsblommig växtart som beskrevs av Jean Louis Marie Poiret. Biscutella raphanifolia ingår i släktet Biscutella och familjen korsblommiga växter. Inga underarter finns listade i Catalogue of Life.